# Sint-Willibrorduskerk (Rhoon)
De Sint-Willibrorduskerk is een rooms-katholieke kerk aan de Dorpsdijk 234 in Rhoon.
De eerste aan Sint-Willibrord gewijde kerk in Rhoon werd al in de 15e eeuw gebouwd, maar ging tijdens de reformatie over naar de protestanten. De katholieken maakten daarna gebruik van schuilkerken tot zij in 1857 weer een echte kerk kregen. Dit gebouw moest echter al na enkele decennia vervangen worden.
De huidige kerk werd in 1893-1894 gebouwd. Architect Adrianus Bleijs ontwierp een eenbeukige zaalkerk in neogotische stijl, met pastorie. Het schip telt vijf traveeën met een vijfzijdig gesloten priesterkoor. Op de voorgevel staat boven de entree een dakruiter. Binnen is de kerk overdekt met een houten spitstongewelf.
De kerk is tot op heden in gebruik bij de parochie Heiligen Nicolaas Pieck en Gezellen.